# Krowiarki (gromada)
Krowiarki (od 31 XII 1961 Maków) – dawna gromada, czyli najmniejsza jednostka podziału terytorialnego Polskiej Rzeczypospolitej Ludowej w latach 1954–1972.
Gromady, z gromadzkimi radami narodowymi (GRN) jako organami władzy najniższego stopnia na wsi, funkcjonowały od reformy reorganizującej administrację wiejską przeprowadzonej jesienią 1954 do momentu ich zniesienia z dniem 1 stycznia 1973, tym samym wypierając organizację gminną w latach 1954–1972.
Gromadę Krowiarki z siedzibą GRN w Krowiarkach utworzono – jako jedną z 8759 gromad na obszarze Polski – w powiecie raciborskim w woj. opolskim, na mocy uchwały nr VII/29/54 WRN w Opolu z dnia 4 października 1954. W skład jednostki weszły obszary dotychczasowych gromad Krowiarki, Maków i Sławienko ze zniesionej gminy Krowiarki w tymże powiecie. Dla gromady ustalono 21 członków gromadzkiej rady narodowej.
31 grudnia 1961 do gromady Krowiarki włączono wsie Pawłów i Gamów ze zniesionej gromady Pawłów w tymże powiecie, po czym gromadę Krowiarki zniesiono, przenosząc siedzibę GRN z Krowiarek do Makowa i zmieniając nazwę jednostki na gromada Maków.